# Thecla columbinia
Thecla columbinia är en fjärilsart som beskrevs av Embrik Strand 1929. Thecla columbinia ingår i släktet Thecla och familjen juvelvingar. Inga underarter finns listade i Catalogue of Life.